# Le Coq de bruyère (Jules Verne)
Pour les articles homonymes, voir Le Coq de bruyère.
Le Coq de bruyère est une esquisse très courte de Jules Verne et fait partie des textes élaborés en 1848 ou 1849, plutôt cette dernière année pour ce texte, c'est-à-dire à l'époque où Jules Verne, à peine âgé de 20 ans, se demande s'il poursuivra ses efforts dans la veine du grand drame historique : il a achevé l'année précédente son Alexandre VI, et tout récemment La Conspiration des poudres — peut-être même est-il encore plongé dans les nombreux raturages de ce manuscrit très travaillé.

## Argument
L'intrigue est simplissime : Louise de Bertalles, jeune veuve, est en proie aux désirs de son voisin Vergeot, ancien notaire ; le jeune Horace, pris à chasser le coq de bruyère sur ses terres, trouve l'occasion d'éloigner le vieux galant en le ridiculisant.

## Personnages
- Louise de Bertalles, jeune veuve, 25 ans.
- Monsieur Vergeot, son voisin, ancien notaire, 50 ans.
- Horace, jeune chasseur.
- Jean, garde de Louise de Bertalles.

## Commentaires
Le caractère même de projet non réalisé de cette esquisse rend très incommode de savoir exactement ce que la pièce aurait été dans l'esprit de son auteur : peut-être un vaudeville à couplets comme il s'en écrivait, à l'époque, encore plus d'une centaine chaque année ; ou, plus probablement, un petit opéra-comique, puisque des airs sont prévus, avec indication des tessitures - assez originales, au demeurant, puisque s'affrontent vocalement deux ténors, le jeune premier, Horace, et son vieux rival, Vergeot, qualifié de « ténor comique ». La conduite de l'intrigue et les procédés comiques envisagés ne donnent pas le sentiment d'une grande nouveauté, mais la lecture d'un canevas est trompeuse par nature, et quelques indications semblent suggérer que Jules Verne envisageait de jouer sur des effets de second degré, notamment à propos du caractère romanesque de la jeune veuve.